# Ямал (мини-футбольный клуб)
«Ямал» — российский мини-футбольный клуб из Нового Уренгоя. Основан в 2009 году. С сезона 2011/12 играл в Высшей лиге, втором дивизионе в структуре российского мини-футбола, в 2014-м вышел в Суперлигу.

## История
Команда «Ямал-Новоуренгойская Буровая Компания» («Ямал-НУБК», c 2013 — «Ямал») была создана в ноябре 2009 года. С сезона 2009/10 она начала выступления в Первой лиге Уральского региона. В первом сезоне новоуренгойцы заняли четвёртое место, зато в следующем стали первыми, не проиграв ни одного матча и завоевав путёвку в Высшую лигу, второй по уровню дивизион. В сезоне 2013—2014 гг. клуб занял 1-е место в регулярном первенстве и в серии плей-офф дошёл до финала, став в итоге 2-м и завоевав путёвку в Суперлигу. В первом круге команде удалось временно попасть в восьмёрку, но в дальнейшем «Ямал» опустился в зону аутсайдеров и финишировал на предпоследнем месте. Продолжить выступление в следующем сезоне клуб не смог из-за финансовых трудностей.
История названий
- 2009—2010 — НБК
- 2010—2011 — НБК-Ямал
- 2011—2013 — Ямал-НУБК
- 2013—2015 — Ямал
- 2015—2018 — ДЮСШ-Ямал
- 2018—2019 — Ямал
- 2019—2021 — СШ «Ямал-НУБК»
- 2021—2023 — Ямал-НУБК
- 2023—2024 — Факел-ЯНАО (СШ им. К. Ерёменко)
- 2024— Факел Ямал

## Выступления в Чемпионатах России
| Сезон   | Лига                                         | Место                                                       |
| ------- | -------------------------------------------- | ----------------------------------------------------------- |
| 2009/10 | Первая лига (III)                            | 4                                                           |
| 2010/11 | Первая лига (III)                            | 1                                                           |
| 2011/12 | Высшая лига (II)                             | 3                                                           |
| 2012/13 | Высшая лига (II)                             | 5 (3-е в регулярном первенстве)                             |
| 2013/14 | Высшая лига (II)                             | 2 (1-е в регулярном первенстве)                             |
| 2014/15 | Суперлига (I)                                | 13                                                          |
| 2015/16 | Высшая лига (II), дивизион «Западная Сибирь» | 3                                                           |
| 2016/17 | Высшая лига (II)                             | 2 (2-е в регулярном первенстве дивизиона «Восток»)          |
| 2017/18 | Высшая лига (II), дивизион «Восток»          | 14                                                          |
| 2018/19 | Высшая лига (II), дивизион «Восток»          | 16                                                          |
| 2019/20 | Первая лига (III)                            |                                                             |
| 2020/21 | Высшая лига (II), дивизион «Восток»          | 12                                                          |
| 2021/22 | Высшая лига (II)                             | 1/4 финала (4-е в регулярном первенстве дивизиона «Восток») |
| 2022/23 | Высшая лига (II)                             | 1/4 финала (2-е в регулярном первенстве дивизиона «Восток») |
| 2023/24 | Высшая лига (II)                             | 1/4 финала (2-е в регулярном первенстве дивизиона «Восток») |